# Jim Crace

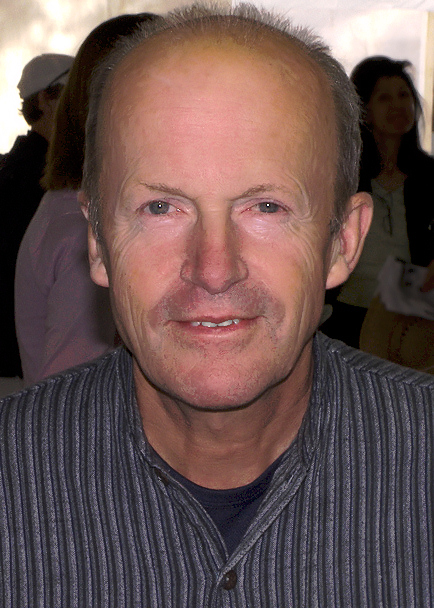
Jim Crace (2009)

Jim Crace (* 1. März 1946 in Hertfordshire, England) ist ein britischer Schriftsteller. Er lebt in der Nähe von Birmingham.
Crace, der zu den bedeutendsten britischen Autoren der Gegenwart zählt, schrieb bisher sieben Romane und erhielt nahezu alle namhaften angelsächsischen Literaturpreise.
Bevor er als freier Autor zu arbeiten begann, verbrachte er einige Jahre im Sudan und in Botswana.

## Auszeichnungen und Nominierungen
- 1986 David Higham Prize for Fiction für Continent
- 1986 Guardian Fiction Prize für Continent
- 1986 Whitbread Award (First novel) für Continent
- 1988 Premio Antico Fattore
- 1989 GAP International Prize for Literature für The Gift of Stones
- 1992 American Academy of Arts and Letters E. M. Forster Award
- 1995 Winifred Holtby Memorial Prize für Signals of Distress
- 1997 Booker Prize for Fiction Nominierung für Quarantine
- 1997 Whitbread Award für Quarantine
- 1999 National Book Critics Circle Award für Being Dead
- 1999 Whitbread Award Nominierung für Being Dead
- 1999 International IMPAC Dublin Literary Award Nominierung für Being Dead
- 2013 Booker Prize for Fiction Nominierung für Harvest
- 2013 Goldsmiths Prize Nominierung für Harvest
- 2014 Windham–Campbell Literature Prize (Fiction)
- 2014 Walter Scott Prize Nominierung für Harvest[1]
- 2014 James Tait Black Memorial Prize für Harvest
- 2015 International IMPAC Dublin Literary Award für Harvest

## Werke (Auswahl)
- Stadt der Küsse (2004) ISBN 3896672606
- Satans Speisekammer (OT The Devil's Larder, 2001), 2002; ISBN 3813502015
- Ein Mann, eine Frau und der Tod (2000), ISBN 3813501744
- Die Versuchung in der Wüste (1998) ISBN 3896670743

## Einzelbelege
1. ↑  Walter Scott Prize Shortlist 2014. Walter Scott Prize, 4. April 2014, archiviert vom Original am 15. April 2014; abgerufen am 8. Juli 2014.

| Personendaten    | Personendaten             |
| ---------------- | ------------------------- |
| NAME             | Crace, Jim                |
| KURZBESCHREIBUNG | britischer Schriftsteller |
| GEBURTSDATUM     | 1. März 1946              |
| GEBURTSORT       | Hertfordshire, England    |